# Động đất Chittagong 1997
Động đất Chittagong 1997 (tiếng Anh: 1997 Chittagong earthquake) là trận động đất xảy ra vào lúc 16:53:07 (IST), ngày 21 tháng 11 năm 1997. Trận động đất có cường độ 6,1 Mw, tâm chấn độ sâu khoảng 54,4 km. Hậu quả trận động đất đã làm 23 người chết, 200 người bị thương.